# Strömsholms kanal
Strömsholms kanal er en af Sveriges længere kanaler. Den strækker sig fra Strömsholms slot ved Mälaren gennem kommunerne Hallstahammar, Surahammar og Fagersta til søen Barken i Smedjebackens kommun. Strækningen følger Kolbäcksåns løb. Den er 107 kilometer lang, hvoraf de 12 kilometer er udgravet. Der er 36 sluser med et fald fra Barken til Mälaren på 99 meter.

## Historie
Kanalen blev bygget i slutningen af 1700'tallet for at dække bjergværkernes, og deres fabrikkers transportbehov. Færdige produkter fra virksomhederne i dalen Smedjebacken, Fagersta, Virsbo, Ramnäs, Surahammar og Hallstahammar fragtedes til Västerås og Stockholm og videre for eksport. Strækningen blev opmålt og kortlagt i 1774, hvorefter man oprettede et selskab, Strömsholms Slusswerk i 1776 som påbegyndte byggeriet i 1777. Projektet blev ledet af Johan Ulfström (1733–1797). Ulfström havde tidligere bl.a. været ansvarlig for ombygningen af Hjälmare kanal, Akademeikvarnen og Rådhuset i Uppsala. Kanalen blev indviet i 1787 af Kong Gustav 3. af Sverige men blev først helt færdig i 1795. Ved indvielsen sejlede kongen i åben slup fra søen Barken ned til Hallstahammar, hvor han døbte samtlige sluser på turen, og gjorde festlige ophold ved fabrikkerne langs kanalen.

### 1800'tallet
Teknikken viste sig snart at være utilstrækkelig, og kanalen mistede med tiden sin betydning. I begyndelsen af 1842 blev kanalen renoveret, under ledelse af oberstløjtnant Johan Edström (1781–1848) og efter ham Johan af Kleen (1800–1884). Kanalen blev gjort bredere og dybere, og tre sluser blev nybygget. Kanalen blev genindviet i 1860.
I forbindelse med ombygningen omdannedes i 1846 Strömsholms Slusswerk til Strömsholms Nya Kanalaktiebolag som i dag er landets ældste virksomme aktieselskab.
Både ved bygningen og ved renoveringen i 1800'tallet fremførtes mulighederne for at forlænge kanalen til Ludvika og søen Väsman og videre til Dalälven. Disse forskellige forslag blev fremført utallige gange, men endlig afskrevet i 1941.

### Nutiden
Med jernbanerne og landevejstrafikken mistede kanalen sin betydning. Fra cirka 1940 var trafikken minimal og man diskuterede en nedlæggelse. Kommunerne langs kanalen engagerede sig efter en udredning og i tiden 1963 til 1970 renoverede man kanalen igen, med henblik på fritidstrafik. Fra 1984 ejes kanalselskabet af "Stiftelsen för främjande av trafiken på Strömsholms kanal" (86 procent). Kanalen blev bygningsfredet i 1990.